# Cabal Online
Cabal Online – darmowa gra komputerowa z gatunku MMORPG, stworzona i wydana przez południowokoreańskie studio ESTsoft. Poprzez zaimplementowanie wewnętrznego sklepu (ItemShop), w którym można zakupić przedmioty zwiększające przewagę nad innymi graczami za realne pieniądze, mimo swojej darmowości gra działa w systemie freemium. Wirtualna waluta Cabal Cash dostępna jest do zakupienia na stronie głównej gry.
Gra posiada odrębne lokalizacje językowe (Brazylijski) oraz serwery dla Europy, Północnej Ameryki oraz dla Korei Południowej. Premierowe wydanie w Korei Południowej miało miejsce w 2005 roku. Wersja europejska pojawiła się w 2006 roku, a dwa lata później premiera miała miejsce w Ameryce.
Rozgrywka ma miejsce w fikcyjnym świecie Nevareth, który zniszczony został przez tytułowe bóstwa CABAL. Gracz ma dostęp do wielu lokalizacji otwartych oraz zamkniętych zwanych podziemiami (ang.dungeons), do których dostęp ma ograniczona ilość graczy.
Głównym celem gracza jest zdobycie przedmiotów, pieniędzy, doświadczenia oraz rozwój wirtualnej postaci wraz z jej umiejętnościami, dzięki pokonywaniu potworów i wykonywaniu zadań.
Gracz ma do wyboru kilka klas postaci: warrior, blader, wizard, force archer, force shielder, force blader, gladiator, force gunner oraz dla serwerów koreańskich — dark mage. Każdą z klas podzielić można ze względu na oręż, którym się posługuje. 

## Odbiór
Portal PC GAMER UK wytypował w 2008 roku Cabal Online jako jedną z „9 gier MMORPG, w które warto zagrać”.

## Kontynuacja
W 2010 roku na targach gamingowych G-Star w miejscowości Pusan pojawiły się pierwsze materiały promujące następcę, CABAL 2. Nowa część promowana była silnikiem CryEngine 3 oraz nowym światem i zerwaniem z dotychczasowym stylem techno-punk. W 2018 roku sequel został zamknięty.